# 테랄
테랄 주식회사(TERAL INC.)는 히로시마현 후쿠야마시에 본사를 두는 펌프, 송풍기, 수처리 관련, 환경 관련 기기등의 제조 및 판매를 하는 기업으로 그 역사가 오래되었다.

## 개요
1918년(타이쇼 7년) 스가다 요시사부로가 히로시마현 후쿠야마시 가사오카쵸에 스가다이라 상회 기계부를 창업.펌프의 제조, 판매, 국내외 산업 기계의 판매를 개시한다.
1955년(쇼와 30년)에 회사명을 주식회사 극동기계제작소로 개칭해 상표를 「쿄쿠토우」로 통일하는 것과 동시에 송풍기의 제작을 시작한다.
또한 펌프 유닛화의 선구가 된 업계 최초의 급수장치 유닛이나 소화펌프 유닛 등을 개발한다.
1988년(쇼와 63년) 주식회사 테랄교토로 사명을 변경하면서 로고도 디자인되었다.
환경친화적 장비개발과 음식물쓰레기 처리기, 여과장치, 옥상녹화 등도 진행한다.
2000년대에 들어서면, 미츠비시 전기 주식회사, 마츠시타 전기 산업 주식회사(현: 파나소닉 주식회사)의 펌프, 설비 관련의 사업 철퇴에 의해, 관련 회사를 양수, 사업을 확대해 나간다.
그리고 2008년(헤세이 20년) 사명을 테랄 주식회사로 개칭해, 로고 디자인도 변경.
동시에 그룹 관련 회사들도 '테라르~'로 머리에 테랄을 붙여 명칭을 통일했다.
이름인 테랄(TERAL)은 지구·대지를 뜻하는 테라(TERRA)와 되살아나고 회복된다는 뜻의 랠리(RALLY)를 조합한 말로 지구 환경을 지키고 싶다고 해서 붙여진 이름이다.

## 연혁

### 1900년대
- 1918년 - 히로시마현 후쿠야마시에서 스가다 요시사부로가 스가다이라 상회 기계부를 창업. 펌프의 제조, 판매, 국내외 산업기계 판매 개시
- 1938년 - 히로시마현 후쿠야마시 오키노카미마치(현 고난마치)로
- 1955년 - 주식회사 극동기계제작소로 사명 변경. 상표를 '쿄쿠토우'라고 하고, 송풍기 제작 개시
- 1958년 - 중소기업청으로부터 합리화 모델공장으로 지정됨
- 1965년 - 미국 프랭클린사와 기술제휴
- 1966년 - 미국 데밍사와 기술 제휴
- 1967년 - 히로시마현 후쿠야마시 미유키초에 본사와 주력 공장을 이전. 업계 제일의 규모와 최신 설비를 자랑하는 근대 공장 완공[출처 필요]
- 1971년 - 펌프, 송풍기 외에도 전열교환기 개발
- 1974년 - 소화펌프 유닛을 개발, 현재의 시장 주류에 '유닛화'의 선구적 역할을 하다.
- 1975년 - 업계 최초로 급수장치 유닛을 개발
- 1976년 - 극동서비스주식회사(현: 테랄테크노서비스주식회사) 설립
- 1981년 - 스웨덴 프릭트사와 업무제휴
- 1985년 - 시가현 비와호 연구소와 함께 '성층 파괴에 의한 수질 개선'에 대응하다.
- 1987년 - 종합연구소 완공
- 1988년 - 칸사이 수권 환경 연구 기구의 지원을 시작한다.주식회사 태랄교토로 사명변경
- 1989년 - 중소기업연구센터상 수상
- 1990년 - 주식회사 테랄화성(현: 테랄화성 주식회사)을 설립.연매출 200억 돌파
- 1991년 - TERAL THAI CO, LTD 설립
- 1993년 - 주식회사 테랄 전장(현: 테랄 전장 주식회사)을 설립.생활환경 포럼'93 전국 개최
- 1994년 - 주식회사 테랄환경시스템(현: 테랄테크노서비스 주식회사)을 설립.
- 1995년 - TERAL THAI CO, LTD, 아유타야 신공장 완공. 홍콩천일룡 유한공사 설립
- 1997년 - 도쿄도 분쿄구에 자사 빌딩, 테랄 고라쿠 빌딩 도쿄지사 신설
- 1998년 - 테랄 서비스와 테랄 환경 시스템이 합병해, 테랄 테크노 서비스(현: 테랄 테크노 서비스 주식회사)가 된다.  테랄 주식회사가 ISO 9001 인증 취득
- 1999년 - 테랄 전장주식회사가 ISO 9001 인증 취득

### 2000년대
- 2000년 – 테랄 화성주식회사가 ISO 9001 인증 취득
- 2003년 - 미쓰비시전기주식회사로부터 자회사 타쿠전기주식회사(현: 테랄타쿠주식회사)의 주식 전량을 양수
- 2004년 - 주식회사 쿠리타 전기제작소(현: 테랄쿠리타 주식회사)와 자본제휴
- 2005년 - 세키스이 아쿠아시스템 주식회사로부터 디스포저 사업을 양도
- 2006년 - 마츠시타 전기 산업 주식회사(현: 파나소닉 주식회사)로부터 자회사 주식회사 신토(구:테랄신토 주식회사)의 모든 주식을 양수. 샹하이 타이라우통용기계(샹하이) 유한공사의 신공장 완공.대형 송풍기 전용 역집 공장 완공
- 2008년(헤세이 20년) - 마츠시타 전공 주식회사(현: 파나소닉 전공 주식회사)로부터 설비 펌프 사업을 양수. 테랄 주식회사로 사명 변경.ISO 14001 인증 획득
- 2010년 - 그룹사 테랄신토 주식회사의 모든 사업을 양수하여 통합
- 2011년 - TERAL Asia Limited 설립.
- 2012년 TERAL Malaysia Sdn. Bhd. 설립.
- 2013년 주식회사 대기사에서 주식회사 타니야마의 주식을 양수하여 테랄 그룹에 추가한다.
- 2014년 TERAL Pumps & Fans North America Ltd. 설립. TERAL Middle East F. Z. C. 설립. TERAL VIETNAM LIMITED LIABILITY COMPANY 설립
- 2015년 PT. TERAL Indonesia Pumps and Fans 설립.
- 2016년 TERAL Aerotech 설립.
- 2018년 창업 100주년, 신사옥 완공.
- 2019년 타이푸유체과기(샹하이) 유한공사를 설립.
- 2021년 TERAL Philippines Inc. 설립.

## 일본 내 사무소
- 국내 거점
- 본사
- 동북 지점
- 북관동 지점
- 도쿄 지점
- 도쿄 지사
- 호쿠리쿠 지점
- 중부 지점
- 오사카 지점
- 중국 지점
- 시코쿠 지점
- 큐슈 지점

## 관련회사

### 일본 국내

#### 회사
- 테랄타쿠(주)
- 테랄쿠리타(주)
- 태랄테크노서비스(주)
- 태랄에스이(주)

#### 일본 국내 공장
- 테랄 히가시히로시마 공장 (구 테랄화성(주))
- 테랄 칸사이 공장 (구 테랄신토 (주))

### 한국 국내
- 주식회사 나라